# بيرغر ينسن
بيرغر جنسن (بالدنماركية: Birger Jensen)‏ هو لاعب كرة قدم دنماركي، ولد في 1 مارس 1951 في كوبنهاغن في الدنمارك. شارك مع منتخب الدنمارك لكرة القدم. أما مع النوادي، فقد لعب مع آر كي سي فالفيك وليرس ونادي بولدكلوبين 1903 ونادي كلوب بروج.

## وصلات خارجية
- بيرغر جنسن على موقع قاعدة بيانات كرة القدم.إي يو (الإنجليزية)
- بيرغر جنسن على موقع ناشيونال فوتبول تيمز (الإنجليزية)
- بيرغر جنسن على موقع Soccerway.com (الإنجليزية)
- بيرغر جنسن على موقع عالم كرة القدم.نت (الإنجليزية)